# Igors Vihrovs
Igors Vihrovs (6. juni 1978 i Riga i Lettiske SSR) er en lettisk gymnast og gymnastiktræner med russisk baggrund. Hans største bedrifter indenfor gymnastikken er med øvelser på gulv, hvor han under Sommer-OL i 2000 i Sydney blev Republikken Letlands første olympiske mester nogensinde.

## Karriere
Vihrovs begyndte at beskæftige sig med gymnastik som 7-årig, og fik sin uddannelse ved Riga 30. mellemskole samt Letlands Sportspædagogiske Akademi. Igors Vihrovs har deltaget ved to Olympiske lege –  Sommer-OL i 2000 i Sydney og Sommer-OL i 2004 i Athen, hvor han i førstnævnte blev Letlands første olympiske mester nogensinde. Desuden har Vihrovs også vundet bronzemedaljer i øvelser på gulv ved både VM i gymnastik i 2001 og EM i gymnastik i 2000. Det blev til en sjetteplads ved VM i gymnastik i 2003.
Siden den 12. april 2002 er Igors Vihrovs Officer af Trestjerneordenen. Igors Vihrovs etablerede gymnastikklubben Olympisk Sportscenter (lettisk: Olimpiskais sporta centrs) i Riga, hvor han arbejder som træner.